# Polyceratocarpus scheffleri
Polyceratocarpus scheffleri Engl. & Diels – gatunek rośliny z rodziny flaszowcowatych (Annonaceae Juss.). Występuje naturalnie w Tanzanii. Ostatni raz został zaobserwowany w 1916 roku. 

## Morfologia
PokrójZimozielone wysokie drzewo. Kora ma szarą barwę. Młode pędy są owłosione.
LiścieMają kształt od odwrotnie jajowato eliptycznego do podłużnie eliptycznego. Mierzą 16–30 cm długości oraz 5–10 cm szerokości. Są lekko owłosione od spodu. Nasada liścia jest zaokrąglona. Blaszka liściowa jest o spiczastym wierzchołku. Ogonek liściowy jest nagi i dorasta do 6–8 mm długości.
KwiatySą pojedyncze lub zebrane w pary, rozwijają się w kątach pędów. Działki kielicha są całkowicie zrośnięte i owłosione. Płatki mają owalnie eliptyczny lub eliptyczny kształt i osiągają do 20–35 mm długości. Kwiaty mają owłosione owocolistki o długości 4–5 mm.
OwocePojedyncze mają cylindryczny kształt, zebrane w owoc zbiorowy. Osiągają 15–20 cm długości i 2–2,5 cm szerokości.

## Biologia i ekologia
Rośnie w wilgotnych lasach. Występuje na wysokości od 800 do 1000 m n.p.m.